# Leśnik (województwo pomorskie)
Leśnik (dodatkowa nazwa w j. kaszub. Lesnik) – kolonia w Polsce położona w województwie pomorskim, w powiecie lęborskim, w gminie Cewice.
W latach 1975–1998 miejscowość administracyjnie należała do województwa słupskiego.